# Xã Pella, Quận Ford, Illinois
Xã Pella (tiếng Anh: Pella Township) là một xã thuộc quận Ford, tiểu bang Illinois, Hoa Kỳ. Năm 2010, dân số của xã này là 176 người.